# Myristica rumphii
Myristica rumphii là một loài thực vật có hoa trong họ Myristicaceae. Loài này được (Blume) Kosterm. mô tả khoa học đầu tiên năm 1968.